# アイラブミッキーマウス ふしぎのお城大冒険
『アイラブミッキーマウス ふしぎのお城大冒険』（アイラブミッキーマウス ふしぎのおしろだいぼうけん）は、1990年に日本のセガから発売されたメガドライブ用横スクロールアクションゲームである。日本国外では『Castle of Illusion Starring Mickey Mouse』のタイトルで発売された。
プレイヤーはミッキーマウスを操作して城にいる悪い魔女を倒しミニーマウスを救出するのが目的。全5ステージ構成で、各ステージにはボスが待ち構えている。難易度は3種類から選択できるが、一番易しいPRACTICEでは途中のステージまでしかプレイできない。
開発はセガ第7AM研究開発部が行い、ゲーム・デザインおよびディレクターは山本恵美子と吉田芳雄、音楽は神谷重徳、美術は小玉理恵子と湯田高志が担当した。

## 概要
ディズニーアニメのキャラクターであるミッキーマウスを主人公としている。
後にセガサターン用ソフト『SEGA AGES アイラブミッキーマウス ふしぎのお城大冒険／アイラブドナルドダック グルジア王の秘宝』として再発売された他、2013年9月4日にPlayStation 3/Xbox 360で本作の3Dリメイク版『ミッキーマウス キャッスル・オブ・イリュージョン』がPSN/Xbox Live Arcadeにてダウンロード限定で配信された。PS3版は早期購入特典としてリメイク元の本作が無料でダウンロードできる。2019年9月19日には、セガが世界同時発売する復刻系ゲーム機・メガドライブ ミニにプリインストールされる42作品の一つとして、日本版以外の地域（アジア・北米・ユーロ）版に収録された。
発売当時には良質のアクションゲームとして評価され、ゲーム誌『ファミコン通信』の「クロスレビュー」にてシルバー殿堂を獲得した他、1990年度の「ベストヒットゲーム大賞」にてグラフィック賞を受賞した。また『BEEP!メガドライブ』での読者によってソフトに点数をつける「BEメガ読者レース」の第1回で最高点を獲得した。
後に同一スタッフの開発による『アイラブドナルドダック グルジア王の秘宝』（1991年）が発売された。

## ゲーム内容
左右の移動とジャンプによる操作ができるがダッシュはできない。ミッキーの武器はヒップアタックか数量制限のあるショットによる攻撃の2種類である。
移動は、通常時は方向キーの左右で移動し、下でしゃがむ。水中では方向キーの左右で移動、Cボタンを押すと浮き上がる。何もしないと沈んでしまう。ショットアイテムを持っている時にAまたはBボタンを押すとアイテムを投げて敵を倒せる。Cボタンを押すと垂直にジャンプ。左右に移動中に押すと斜めにジャンプする。Cボタンを2回押す、またはCボタンでジャンプ中に方向キーを下に押すと、しりもち攻撃で敵を倒せる。敵を倒すときCボタンを押し続けていると、さらに高くジャンプできる。方向ボタンを左または右に押しながらヒップアタックをすると連続ヒップアタックになる。Cボタンでジャンプしてロープの先に触れると、ぶらさがることができる。もう一度Cボタンを押すとロープをはなす。

## 移植版
| No. | タイトル                                                                                       | 発売日                     | 対応機種                            | 開発元              | 発売元       | メディア         | 型式     | 備考                                                              |
| --- | ---------------------------------------------------------------------------------------------- | -------------------------- | ----------------------------------- | ------------------- | ------------ | ---------------- | -------- | ----------------------------------------------------------------- |
| 1   | SEGA AGES アイラブミッキーマウス ふしぎのお城大冒険 ／ アイラブドナルドダック グルジア王の秘宝 | 1998年10月15日             | セガサターン                        | セガ                | セガ         | CD-ROM           | GS-9179  |                                                                   |
| 2   | アイラブミッキーマウス ふしぎのお城大冒険                                                      | 2013年8月20日 2013年9月4日 | PlayStation 3 (PlayStation Network) | セガ第7AM研究開発部 | セガ         | ダウンロード     | -        | 早期購入特典版                                                    |
| 3   | Castle of Illusion Starring Mickey Mouse                                                       | 2019年9月19日              | SEGA Genesis Mini                   | エムツー            | セガゲームス | プリインストール | MK-16000 | メガドライブ復刻機にあらかじめ収録されている42タイトルの中の1つ。 |

セガサターン版
- 本作品と「アイラブドナルドダック グルジア王の秘宝」を収録したソフトが発売された。

PlayStation 3版
- 『ミッキーマウス キャッスル・オブ・イリュージョン』（2013年）の早期購入特典として収録。セーブ機能やリプレイ機能が追加されている。

## スタッフ
- ゲーム・デザイナー、コーディネーター：EMIRIN（山本恵美子）
- アシスタント・ゲーム・デザイナー：よしだよしお
- アシスタント・コーディネーター：湯田高志
- アーティスト：MACCOCHAN、LA-RIE（小玉理恵子）、MIKARIN NISHIDA、湯田高志
- プログラマー：SATMAN、KOTTU、MUIMUI
- サウンド・ディレクター：BO（上保徳彦）
- 音楽：KAMIYA STUDIO（神谷重徳）
- スペシャル・サンクス：MOMONGA MOMO（百田浩志）、HYAKUSHIKI、HEAVEN KANEKO、TAM、JACKSON YU、WANTA、MILPO（香嶋良昭）、HATA（幡谷尚史）、SHIRI.P、XOR、RYUUCHAN、MACCHAN、ジム・ヒューザー、HI MASTER
- ウォルト・ディズニー・プロデューサー：ステファン・L・バトラー
- メイン・プログラマー、プロデューサー：ORE

## 評価
- ゲーム誌『ファミコン通信』の「クロスレビュー」では合計30点（満40点）でシルバー殿堂入りを獲得した[3]。また、1990年度の「ベストヒットゲーム大賞」の部門別大賞にてグラフィック賞を受賞している[7]。

- ゲーム誌『メガドライブFAN』の読者投票による「ゲーム通信簿」での評価は以下の通り23.70点（満30点）となっている[1]。また、同雑誌1993年7月号特別付録の「メガドライブ&ゲームギア オールカタログ'93」では、「幻想的な背景と可愛らしいアクションが、まさにディズニーアニメそのままの雰囲気を出している。難易度も低め」と肯定的に評価されている[1]。

| 項目 | キャラクタ | 音楽 | 操作性 | 熱中度 | お買得度 | オリジナリティ | 総合  |
| 得点 | 4.49       | 3.80 | 3.88   | 3.79   | 4.17     | 3.57           | 23.70 |

- ゲーム本『メガドライブ大全』（2004年、太田出版）では、2004年時点の観点からすると無難な横スクロールアクションゲームであり覚えゲーであると位置付けているが、発売当時の感覚としてメガドライブの色数でディズニーアニメらしさを再現している事や、少ないアニメーションパターンをモーションの付け方で補っている点などを指摘し、「アクションゲーム好きならチェックすべき1本だ」と称賛した[6]。

## シリーズ作品
セガは本作以降も、ディズニーキャラクターを主役にしたゲームを下記の通り幾つかリリースしている。
- ミッキーマウスのキャッスルイリュージョン（1991年） ※セガ・マスターシステム、ゲームギア
- アイラブドナルドダック グルジア王の秘宝（1991年）
- ドナルドダックのラッキーダイム（1991年） ※セガ・マスターシステム、ゲームギア
- アイラブミッキー&ドナルド ふしぎなマジックボックス（1992年）
  - この作品は、先述したメガドライブ ミニに日本も含めて全地域で収録される。
- ミッキーマウスの魔法のクリスタル（1993年） ※セガ・マスターシステム、ゲームギア
- ドナルドダックの4つの秘宝（1993年） ※セガ・マスターシステム、ゲームギア
- ミッキーマウス伝説の王国（1995年） ※ゲームギア